# Listă de romane considerate cele mai bune
Listă de romane considerate cele mai bune de experți literari.

### Lucrări citate
- Zane, John Peder (2010). The Top Ten: Writers Pick Their Favorite Books. W. W. Norton & Company. ISBN 978-0-393-33986-4.